# Anogenius clypealis
Anogenius clypealis is een keversoort uit de familie Pterogeniidae. De wetenschappelijke naam van de soort is voor het eerst geldig gepubliceerd in 1994 door Löbl & Leschen.